# Młodszy kapitan

Naramiennik młodszego kapitana

Młodszy kapitan (mł. kpt.) – pierwszy stopień oficerski w Państwowej Straży Pożarnej. Niższym stopniem jest aspirant sztabowy, a wyższym kapitan. 
Odpowiednik stopnia podporucznika m.in. w SZ RP, Straży Granicznej, lub podkomisarza Policji. Na stopień młodszego kapitana mianuje minister właściwy do spraw wewnętrznych na wniosek Komendanta Głównego Państwowej Straży Pożarnej. Oznaczeniem stopnia są dwie gwiazdki, analogicznie do podporucznika w SZ RP. Stopień młodszego kapitana otrzymuje się po ukończeniu Akademii Pożarniczej w Warszawie odbywając studia 4- lub 5,5-letnie w systemie skoszarowanym, bądź stopień ten można otrzymać spełniając szereg wymogów w zakresie kwalifikacji zawodowych.